# Ouganda aux Jeux olympiques d'été de 2024
L'Ouganda participe aux Jeux olympiques de 2024 à Paris. Il s'agit de sa 17e participation à des Jeux olympiques d'été.
Le coureur cycliste Charles Kagimu et la nageuse Gloria Muzito sont nommés porte-drapeau de la délégation ougandaise.

## Nombre d’athlètes qualifiés par sport
Voici la liste des qualifiés et sélectionnés ougandais par sport (remplaçants compris) :
| Sport      | Hommes | Femmes | Total |
| ---------- | ------ | ------ | ----- |
| Athlétisme | 9      | 11     | 20    |
| Aviron     | 0      | 1      | 1     |
| Cyclisme   | 1      | 0      | 1     |
| Natation   | 1      | 1      | 2     |
| Total      | 11     | 13     | 24    |

## Bilan général
| Sport      | Médaille d'or, Jeux olympiques | Médaille d'argent, Jeux olympiques | Médaille de bronze, Jeux olympiques | Total | Rang pays |
| ---------- | ------------------------------ | ---------------------------------- | ----------------------------------- | ----- | --------- |
| Athlétisme | 1                              | 1                                  | 0                                   | 2     | 14e       |
| Total      | 1                              | 1                                  | 0                                   | 2     | 55e       |

| Jour   | Médaille d'or, Jeux olympiques | Médaille d'argent, Jeux olympiques | Médaille de bronze, Jeux olympiques | Total |
| ------ | ------------------------------ | ---------------------------------- | ----------------------------------- | ----- |
| 2 août | 1                              | 0                                  | 0                                   | 1     |
| 6 août | 0                              | 1                                  | 0                                   | 1     |
| Total  | 1                              | 1                                  | 0                                   | 2     |

| Sexe   | Médaille d'or, Jeux olympiques | Médaille d'argent, Jeux olympiques | Médaille de bronze, Jeux olympiques | Total |
| ------ | ------------------------------ | ---------------------------------- | ----------------------------------- | ----- |
| Hommes | 1                              | 0                                  | 0                                   | 1     |
| Femmes | 0                              | 1                                  | 0                                   | 1     |
| Mixte  | 0                              | 0                                  | 0                                   | 0     |
| Total  | 1                              | 1                                  | 0                                   | 2     |

## Médaillés
| Sport      | Discipline             | Athlète(s)       | Performance    | Date        |
| ---------- | ---------------------- | ---------------- | -------------- | ----------- |
| Athlétisme | 10 000 mètres masculin | Joshua Cheptegei | 26 min 43 s 14 | 2 août 2024 |

| Sport      | Discipline              | Athlète(s)      | Performance      | Date        |
| ---------- | ----------------------- | --------------- | ---------------- | ----------- |
| Athlétisme | 3 000 m steeple féminin | Peruth Chemutai | 8 min 53 s 34 NR | 6 août 2024 |

## Résultats

### Athlétisme

#### Hommes
| Athlètes                  | Épreuve         | Premier tour (ou tour préliminaire) | Premier tour (ou tour préliminaire) | Repêchage (ou premier tour) | Repêchage (ou premier tour) | Demi-finales | Demi-finales | Finale            | Finale                         |
| Athlètes                  | Épreuve         | Temps                               | Rang                                | Temps                       | Rang                        | Temps        | Rang         | Temps             | Rang                           |
| ------------------------- | --------------- | ----------------------------------- | ----------------------------------- | --------------------------- | --------------------------- | ------------ | ------------ | ----------------- | ------------------------------ |
| Tarsis Orogot             | 200 m           | 20 s 32                             | 1er                                 | Exempté                     | Exempté                     | 20 s 64      | 6e           | Éliminé           | Éliminé                        |
| Tom Dradriga              | 800 m           | 1 min 46 s 05                       | 6e                                  | 1 min 46 s 15               | 5e                          | Éliminé      | Éliminé      | Éliminé           | Éliminé                        |
| Oscar Chelimo             | 5 000 m         | 13 min 52 s 46                      | 5e                                  | Non disputé                 | Non disputé                 | Non disputé  | Non disputé  | 13 min 31 s 56    | 20e                            |
| Jacob Kiplimo             | 10 000 m        | Non disputé                         | Non disputé                         | Non disputé                 | Non disputé                 | Non disputé  | Non disputé  | 26 min 46 s 39    | 8e                             |
| Joshua Cheptegei          | 10 000 m        | Non disputé                         | Non disputé                         | Non disputé                 | Non disputé                 | Non disputé  | Non disputé  | 26 min 43 s 14 OR | Médaille d'or, Jeux olympiques |
| Martin Kiprotich          | 10 000 m        | Non disputé                         | Non disputé                         | Non disputé                 | Non disputé                 | Non disputé  | Non disputé  | 28 min 20 s 72    | 22e                            |
| Victor Kiplangat          | Marathon        | Non disputé                         | Non disputé                         | Non disputé                 | Non disputé                 | Non disputé  | Non disputé  | 2 h 11 min 59 s   | 37e                            |
| Stephen Kissa (en)        | Marathon        | Non disputé                         | Non disputé                         | Non disputé                 | Non disputé                 | Non disputé  | Non disputé  | DNF               | DNF                            |
| Andrew Rotich Kwemoi (pt) | Marathon        | Non disputé                         | Non disputé                         | Non disputé                 | Non disputé                 | Non disputé  | Non disputé  | 2 h 17 min 28 s   | 62e                            |
| Leonard Chemutai          | 3 000 m steeple | 8 min 18 s 19 SB                    | 2e                                  | Non disputé                 | Non disputé                 | Non disputé  | Non disputé  | 8 min 20 s 03     | 15e                            |

#### Femmes
| Athlètes                   | Épreuve         | Premier tour (ou tour préliminaire) | Premier tour (ou tour préliminaire) | Repêchage (ou premier tour) | Repêchage (ou premier tour) | Demi-finales | Demi-finales | Finale             | Finale                             |
| Athlètes                   | Épreuve         | Temps                               | Rang                                | Temps                       | Rang                        | Temps        | Rang         | Temps              | Rang                               |
| -------------------------- | --------------- | ----------------------------------- | ----------------------------------- | --------------------------- | --------------------------- | ------------ | ------------ | ------------------ | ---------------------------------- |
| Halimah Nakaayi            | 800 m           | 2 min 0 s 56                        | 4e                                  | 2 min 2 s 88                | 6e                          | Éliminée     | Éliminée     | Éliminée           | Éliminée                           |
| Winnie Nanyondo            | 1 500 m         | 4 min 7 s 06                        | 10e                                 | 4 min 6 s 35                | 8e                          | Éliminée     | Éliminée     | Éliminée           | Éliminée                           |
| Esther Chebet              | 5 000 m         | 15 min 10 s 36                      | 13e                                 | Non disputé                 | Non disputé                 | Non disputé  | Non disputé  | Éliminée           | Éliminée                           |
| Belinda Chemutai           | 5 000 m         | 15 min 23 s 90                      | 12e                                 | Non disputé                 | Non disputé                 | Non disputé  | Non disputé  | Éliminée           | Éliminée                           |
| Joy Cheptoyek (en)         | 5 000 m         | DNS                                 | DNS                                 | Non disputé                 | Non disputé                 | Non disputé  | Non disputé  | Éliminée           | Éliminée                           |
| Joy Cheptoyek (en)         | 10 000 m        | Non disputé                         | Non disputé                         | Non disputé                 | Non disputé                 | Non disputé  | Non disputé  | DNS                | DNS                                |
| Sarah Chelangat (en)       | 10 000 m        | Non disputé                         | Non disputé                         | Non disputé                 | Non disputé                 | Non disputé  | Non disputé  | 31 min 2 s 37      | 12e                                |
| Annet Chemengich Chelangat | 10 000 m        | Non disputé                         | Non disputé                         | Non disputé                 | Non disputé                 | Non disputé  | Non disputé  | 31 min 50 s 41 PB  | 21e                                |
| Peruth Chemutai            | 3 000 m steeple | 9 min 10 s 51                       | 1re                                 | Non disputé                 | Non disputé                 | Non disputé  | Non disputé  | 8 min 53 s 34 NR   | Médaille d'argent, Jeux olympiques |
| Mercyline Chelangat        | Marathon        | Non disputé                         | Non disputé                         | Non disputé                 | Non disputé                 | Non disputé  | Non disputé  | 2 h 39 min 40 s SB | 69e                                |
| Rebecca Cheptegei          | Marathon        | Non disputé                         | Non disputé                         | Non disputé                 | Non disputé                 | Non disputé  | Non disputé  | 2 h 32 min 14 s SB | 44e                                |
| Stella Chesang             | Marathon        | Non disputé                         | Non disputé                         | Non disputé                 | Non disputé                 | Non disputé  | Non disputé  | 2 h 26 min 1 s     | 8e                                 |

### Aviron
| Athlètes            | Compétition | Série        | Série | Repêchage     | Repêchage | Quart de finale | Quart de finale | Demi-finale                   | Demi-finale | Finale                 | Finale |
| Athlètes            | Compétition | Temps        | Rang  | Temps         | Rang      | Temps           | Rang            | Temps                         | Rang        | Temps                  | Rang   |
| ------------------- | ----------- | ------------ | ----- | ------------- | --------- | --------------- | --------------- | ----------------------------- | ----------- | ---------------------- | ------ |
| Kathleen Noble (en) | Skiff       | 8 min 8 s 90 | 5e    | 8 min 15 s 10 | 3e        | Non disputé     | Non disputé     | Demi-finale E/F 8 min 38 s 70 | 2e          | Finale E 7 min 56 s 10 | 26e    |

### Cyclisme

#### Route
| Athlète        | Compétition     | Temps           | Rang |
| -------------- | --------------- | --------------- | ---- |
| Charles Kagimu | Course en ligne | 6 h 50 min 49 s | 77e  |

### Natation
| Athlète         | Épreuve        | Séries  | Séries | Demi-finales | Demi-finales | Finale  | Finale  |
| Athlète         | Épreuve        | Temps   | Rang   | Temps        | Rang         | Temps   | Rang    |
| --------------- | -------------- | ------- | ------ | ------------ | ------------ | ------- | ------- |
| Jesse Ssengonzi | 100 m papillon | 53 s 76 | 2e     | Éliminé      | Éliminé      | Éliminé | Éliminé |

| Athlète       | Épreuve          | Séries  | Séries | Demi-finales | Demi-finales | Finale   | Finale   |
| Athlète       | Épreuve          | Temps   | Rang   | Temps        | Rang         | Temps    | Rang     |
| ------------- | ---------------- | ------- | ------ | ------------ | ------------ | -------- | -------- |
| Gloria Muzito | 100 m nage libre | 55 s 95 | 8e     | Éliminée     | Éliminée     | Éliminée | Éliminée |